# Collective Soul (álbum de 2009)
Collective Soul, conocido como Rabbit, es el ocativo álbum de estudio de la banda estadounidense de rock alternativo Collective Soul. Se lanzó el 25 de agosto de 2009.
Collective Soul contiene, por primera vez, dos canciones ("You" and "Understanding") compuestas por todos los miembros de la banda.

## Lista de canciones
- Todas las canciones compuestas por Ed Roland, excepto donde se indique lo contrario.

1. "Welcome All Again" - 3:54
2. "Fuzzy" - 3:59
3. "Dig" - 3:18
4. "You" (E. Roland, Dean Roland, Joel Kosche, Will Turpin) - 3:51
5. "My Days" - 3:42
6. "Understanding" (E. Roland, D. Roland, Kosche, Turpin) - 4:23
7. "Staring Down" - 3:34
8. "She Does" - 3:26
9. "Lighten Up" - 3:36
10. "Love" - 3:32
11. "Hymn For My Father" - 2:53

### Edición de lujo, pistas adicionales
1. "Staring Down (acoustic)" - 3:25
2. "She Does (versión piano)" - 3:02
3. "Heart to Heart" - 3:09

## Sencillos
El primer sencillo del álbum fue "Staring Down", enciado a las emisoras de radio el 8 de junio de 2009, y lanzado a través de iTunes Store el 16 de junio de 2009. El segundo sencillo, "Welcome All Again", se lanzó a través de iTunes Store el 30 de junio de 2009 y enviado a las radios el 6 de julio de 2009. El tercer sencillo, "You", se lanzó el 17 de enero de 2010.